# Liste der Naturdenkmale in Hildesheim
Die Liste der Naturdenkmale in Hildesheim nennt die Naturdenkmale in der Stadt Hildesheim im Landkreis Hildesheim in Niedersachsen.

## Naturdenkmale
| Bild                          | Bezeichnung                                           | Ort, Lage                                                                                         | Beschreibung                 | Schutzzweck                                | Nummer     |
| ----------------------------- | ----------------------------------------------------- | ------------------------------------------------------------------------------------------------- | ---------------------------- | ------------------------------------------ | ---------- |
| BW                            | Eiche                                                 | Einum vor dem Haus An der Klus 4 (52° 9′ 51,1″ N, 10° 0′ 42,8″ O)                                 |                              | Schönheit                                  | ND-HI-S 01 |
| Fotos hochladen               | Kastanie                                              | Hildesheim-Neuhof vor dem Haus Egloffsteinstraße 2 (52° 6′ 55,3″ N, 9° 54′ 47,2″ O)               |                              | Schönheit                                  | ND-HI-S 02 |
| mehr Fotos \| Fotos hochladen | 3 Blutbuchen                                          | Hildesheim im Liebesgrund (52° 6′ 55,3″ N, 9° 54′ 47,2″ O)                                        | Nur noch ein Baum vorhanden  | Schönheit                                  | ND-HI-S 03 |
| BW                            | Eiche                                                 | Steuerwald Gut Steuerwald, südwestlich des Gutsgebäudes (52° 10′ 7,5″ N, 9° 55′ 35,7″ O)          |                              | Schönheit, Seltenheit                      | ND-HI-S 04 |
| BW                            | Ahornblättrige Platane                                | Steuerwald Gut Steuerwald, südwestlich des Gutsgebäudes (52° 10′ 8,3″ N, 9° 55′ 37,9″ O)          |                              | Schönheit, Seltenheit                      | ND-HI-S 05 |
| mehr Fotos \| Fotos hochladen | Buche                                                 | Moritzberg auf dem Grundstück Propsteiweg 3 (52° 8′ 49,1″ N, 9° 55′ 47,9″ O)                      |                              | Schönheit, Seltenheit                      | ND-HI-S 06 |
| mehr Fotos \| Fotos hochladen | Blutbuche                                             | Moritzberg vor dem Haus Bennostraße 3a (52° 8′ 51,5″ N, 9° 55′ 40,9″ O)                           |                              | Schönheit                                  | ND-HI-S 07 |
| mehr Fotos \| Fotos hochladen | Eiche                                                 | Himmelsthür auf dem Grundstück der Firma Phoenix (52° 9′ 1″ N, 9° 55′ 54,1″ O)                    |                              | Schönheit                                  | ND-HI-S 08 |
| mehr Fotos \| Fotos hochladen | Linde                                                 | Moritzberg im Garten Bergstraße 65 (52° 8′ 54,5″ N, 9° 55′ 41,2″ O)                               |                              | Schönheit                                  | ND-HI-S 09 |
| mehr Fotos \| Fotos hochladen | Blutbuche                                             | Hildesheim-Süd Godehardifriedhof (52° 8′ 31,7″ N, 9° 57′ 35,5″ O)                                 |                              | Schönheit                                  | ND-HI-S 10 |
| Fotos hochladen               | Blutbuche                                             | Hildesheim-Süd auf dem Grundstück Humboldtstraße 10 (52° 8′ 39,1″ N, 9° 56′ 37,6″ O)              |                              | Schönheit                                  | ND-HI-S 11 |
| mehr Fotos \| Fotos hochladen | Blutbuche                                             | Hildesheim vor dem Haus Schützenallee 51 (52° 9′ 17,6″ N, 9° 56′ 43,4″ O)                         |                              | Schönheit                                  | ND-HI-S 12 |
| mehr Fotos \| Fotos hochladen | Bergahorn                                             | Hildesheim vor dem Haus Zingel 23 (52° 9′ 16,8″ N, 9° 57′ 25,2″ O)                                |                              | Schönheit                                  | ND-HI-S 13 |
| mehr Fotos \| Fotos hochladen | Blutbuche                                             | Hildesheim-Süd auf dem Grundstück Hinterer Brühl 21 (52° 8′ 49,4″ N, 9° 56′ 56,6″ O)              |                              | Schönheit, Seltenheit                      | ND-HI-S 14 |
| mehr Fotos \| Fotos hochladen | Schwarznuss                                           | Hildesheim-Süd vor dem Haus Hohnsen 8 / Ecke Struckmannstraße (52° 8′ 30,8″ N, 9° 57′ 27″ O)      |                              | Seltenheit                                 | ND-HI-S 15 |
| mehr Fotos \| Fotos hochladen | 2 Eiben                                               | Hildesheim-Süd auf dem Grundstück Weinberg 5 (52° 8′ 33″ N, 9° 57′ 9,7″ O)                        |                              | Schönheit, Seltenheit                      | ND-HI-S 16 |
| BW                            | Kastanie                                              | Hildesheim-Süd in der Einfahrt Große Venedig 4 (52° 8′ 48,1″ N, 9° 56′ 28″ O)                     | Baum bereits gefällt         | Schönheit                                  | ND-HI-S 17 |
| mehr Fotos \| Fotos hochladen | Spitzahorn                                            | Hildesheim-Süd auf dem Grundstück Kaiser-Friedrich-Straße 8 (52° 8′ 34,6″ N, 9° 57′ 23,8″ O)      |                              | Schönheit                                  | ND-HI-S 18 |
| Fotos hochladen               | Baumhasel                                             | Hildesheim-Südost vor der Nordterrasse des Galgenbergrestaurants (52° 8′ 30,6″ N, 9° 58′ 34,7″ O) |                              | Schönheit, Seltenheit                      | ND-HI-S 19 |
| mehr Fotos \| Fotos hochladen | Ulme                                                  | Hildesheim-Ost vor dem Haus Frankenstraße 2 (52° 9′ 22″ N, 9° 58′ 13,6″ O)                        |                              | Schönheit, Seltenheit                      | ND-HI-S 20 |
| mehr Fotos \| Fotos hochladen | Eibe                                                  | Hildesheim Gartenstraße 12, hinter dem Haus (52° 9′ 4,3″ N, 9° 57′ 25,2″ O)                       |                              | Schönheit, Seltenheit                      | ND-HI-S 21 |
| Fotos hochladen               | Eiche                                                 | Hildesheim Gartenstraße 12, hinter dem Haus (52° 9′ 4,4″ N, 9° 57′ 26,4″ O)                       |                              | Schönheit                                  | ND-HI-S 22 |
| Fotos hochladen               | Ahornblättrige Platane                                | Hildesheim-Süd auf dem Grundstück Weinberg 35 an der Innerste (52° 8′ 24,2″ N, 9° 57′ 11,8″ O)    |                              | Schönheit                                  | ND-HI-S 23 |
| mehr Fotos \| Fotos hochladen | Blutbuche                                             | Hildesheim auf dem Sültegelände, westlicher Eingang (52° 9′ 20,8″ N, 9° 57′ 25,4″ O)              |                              | Schönheit                                  | ND-HI-S 24 |
| mehr Fotos \| Fotos hochladen | Esche                                                 | Hildesheim vor dem Haus Bahnhofsallee 15 (52° 9′ 29″ N, 9° 57′ 13,6″ O)                           |                              | Schönheit, Seltenheit                      | ND-HI-S 25 |
| BW                            | Kastanie                                              | Hildesheim-Süd vor dem Kindergarten Weinberg 63 (52° 8′ 31,2″ N, 9° 57′ 7,2″ O)                   | Baum bereits gefällt         | Schönheit, Seltenheit                      | ND-HI-S 26 |
| mehr Fotos \| Fotos hochladen | Kastanie                                              | Hildesheim-Süd auf dem Grundstück Keßlerstraße 57 (52° 8′ 45,9″ N, 9° 57′ 21,7″ O)                |                              | Schönheit, Seltenheit                      | ND-HI-S 27 |
| BW                            | 2 Ahornblättrige Platanen                             | Hildesheim-Neuhof vor dem Haus Neuhofer Straße 124d (52° 7′ 26,7″ N, 9° 55′ 11,2″ O)              |                              | Schönheit                                  | ND-HI-S 28 |
| Fotos hochladen               | Linde, Linde, Elsbeere                                | Hildesheim-Neuhof am Mühlenweg nördlich Marienrode (52° 7′ 0,4″ N, 9° 55′ 0,4″ O)                 |                              | Schönheit, Seltenheit                      | ND-HI-S 29 |
| BW                            | Linde                                                 | Uppen auf dem Grundstück Uppener Pass 5 (52° 8′ 22,4″ N, 10° 1′ 22,3″ O)                          |                              | Schönheit                                  | ND-HI-S 30 |
| mehr Fotos \| Fotos hochladen | Ahornblättrige Platane                                | Hildesheim auf dem Grundstück Schillerstraße 16 (52° 9′ 14,6″ N, 9° 57′ 38″ O)                    |                              | Schönheit                                  | ND-HI-S 31 |
| Fotos hochladen               | Blutbuche                                             | Moritzberg auf dem Grundstück Bennostraße 6 (52° 8′ 47,2″ N, 9° 55′ 39,1″ O)                      |                              | Schönheit                                  | ND-HI-S 32 |
| mehr Fotos \| Fotos hochladen | Silberahorn                                           | Hildesheim-Südost auf dem Grundstück Hardenbergstraße 15 (52° 8′ 29,7″ N, 9° 57′ 48,8″ O)         | Nur noch der Stamm vorhanden | Schönheit, Seltenheit                      | ND-HI-S 33 |
| BW                            | 1 Silberahorn, 1 Flügelnuss, 1 Ahornblättrige Platane | Himmelsthür Jahnstraße 25, vor der Realschule (52° 9′ 45″ N, 9° 55′ 9,1″ O)                       |                              | Schönheit, Seltenheit                      | ND-HI-S 34 |
| BW                            | 6 Kastanien                                           | Hildesheim-Südost Grünanlage an der Mozartstraße 15 (52° 8′ 40,6″ N, 9° 58′ 10,5″ O)              |                              | Schönheit                                  | ND-HI-S 35 |
| mehr Fotos \| Fotos hochladen | Hängebuche                                            | Hildesheim-Südost auf dem Grundstück Langelinienwall 24 (52° 8′ 53,5″ N, 9° 56′ 36,6″ O)          |                              | Schönheit                                  | ND-HI-S 36 |
| mehr Fotos \| Fotos hochladen | 1 Erratischer Block                                   | Hildesheim verlängerte Achse der Mittelallee. (52° 8′ 39,5″ N, 9° 55′ 38,3″ O)                    |                              |                                            | ND-HI-S 37 |
| mehr Fotos \| Fotos hochladen | 1 Findling                                            | Hildesheim Platz vor dem Museum (52° 8′ 59,2″ N, 9° 56′ 39,3″ O)                                  |                              |                                            | ND-HI-S 38 |
| mehr Fotos \| Fotos hochladen | Amphibien-Biotop Ochtersum                            | Ochtersum (52° 7′ 39,4″ N, 9° 56′ 20″ O)                                                          |                              | seltene, vom Aussterben bedrohte Amphibien | ND-HI-S 39 |